# Grande Parade du Littoral
La Grande Parade du Littoral (aussi connu sous le nom de Grande Parade de Kourou), est un évènement important du Carnaval de Guyane, qui a lieu chaque année dans la ville de Kourou, en Guyane. Il s’agit en fait d’une compétition annuelle, où des groupes carnavalesques de Guyane, du Suriname, des Antilles françaises, du Brésil et de France métropolitaine s’affrontent. Les vainqueurs sont annoncés le lendemain.

## Historique
Créé en l’an 2000 par le Comité carnavalesque de Kourou, ayant pour but de promouvoir le carnaval dans la ville spatiale, cette manifestation est devenue incontournable pendant la période carnavalesque en Guyane.
C’est la plus populaire de Guyane, loin devant la Grande Parade de Cayenne.

## Déroulement du défilé
Plus de 2000 personnes venant de tout le territoire guyanais, des pays voisins comme le Suriname, le Brésil, des îles de la Caraïbes et de France métropolitaine, participent à ce défilé chaque année.

## Palmarès

### Groupes ayant gagné le plus de récompenses
- Wanted, nouvelle génération (Guyane)[4]